# Sombrero Eugenia

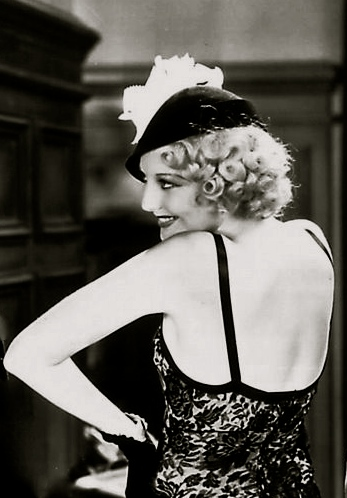
Thelma Todd llevando un sombrero Eugenia en la comedia de 1932 Speak Easily.

El sombrero Eugenia (a veces también denominado sombrero emperatriz) es un tipo de sombrero pequeño femenino que normalmente se lleva ladeado o inclinado hacia un ojo. Típicamente, estaba hecho de terciopelo o fieltro, aunque podía emplearse una amplia variedad de materiales. El diseño clásico también tiene un penacho de plumas, aunque se pueden usar otros adornos.
Se hizo popular por primera vez a mediados del siglo XIX y fue nombrado por la emperatriz francesa Eugenia de Montijo, cuyas modas eran admiradas y copiadas. A inicios de los años 1930 una versión adaptada llevada por Greta Garbo en la película Romance inspiró una oleada de estilos similares. En 1932, el pequeño sombrero de plumas se había vuelto omnipresente y ampliamente criticado por la prensa – especialmente en los Estados Unidos – con algunos comentaristas pronosticando su rápida desaparición. A pesar de las críticas, su forma inclinada y alegre diseño de plumas influyó en el estilo de la sombrerería femenina durante toda la década de los 1930.

## Historia del diseño

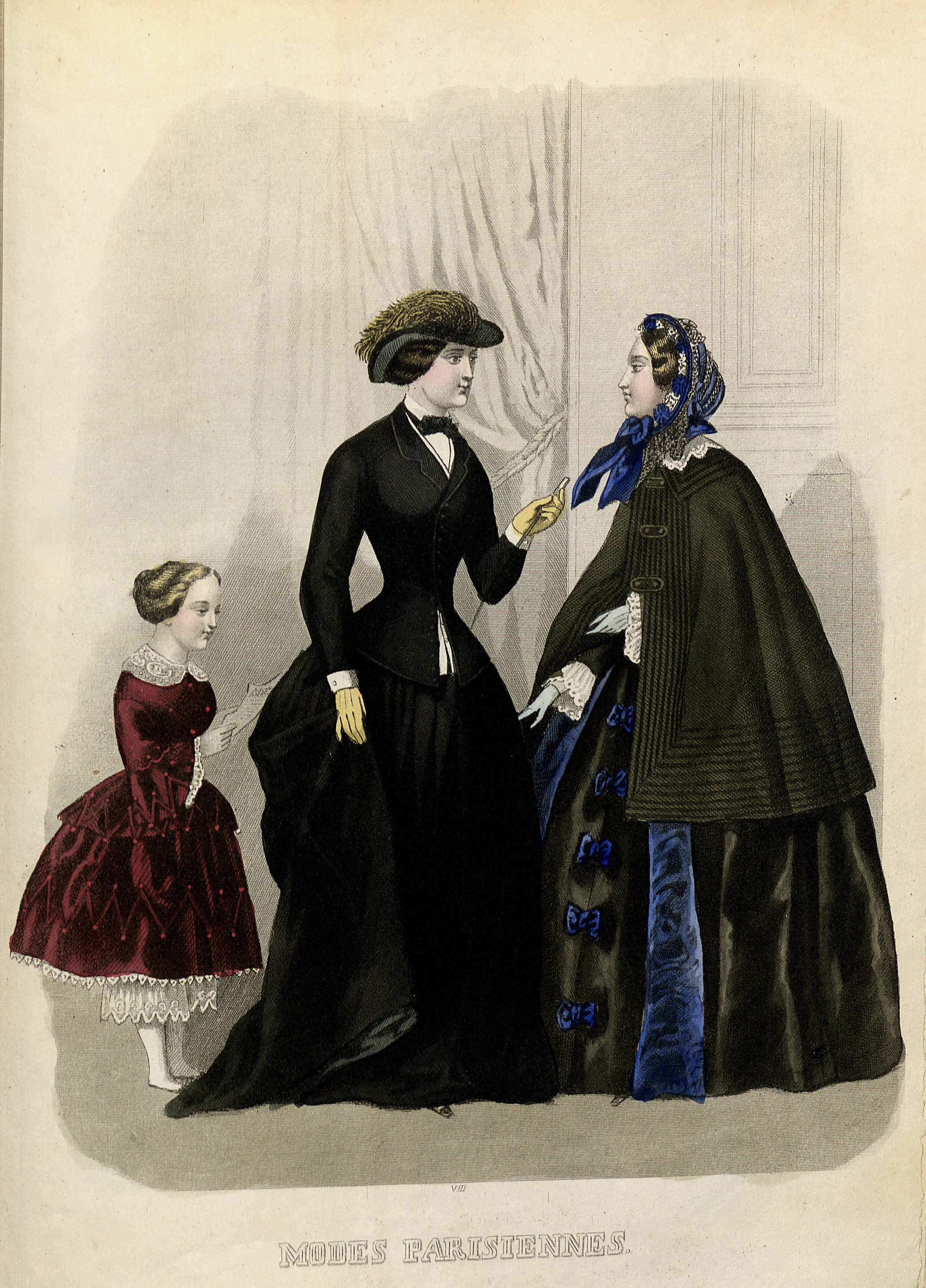
Ilustración de 1854 de una revista de moda, con (la amazona entre la niña y el modelo de visita) una versión temprana del sombrero Eugenia, el cual era originalmente llevado para montar a caballo o viajar.

El modelo original fue nombrado por Eugenia de Montijo, esposa de Napoleón III, cuyas elecciones de moda eran publicadas en bocetos y revistas de moda y estrechamente examinadas en toda Europa y Estados Unidos. El diseño fue popular en los años 1850 y 1860, cuando también fue conocido como sombrero emperatriz. Se caracterizaba por su inclinación y adornos de plumas y cintas. Normalmente era de terciopelo o fieltro. Mary Brooks Picken notó que el sombrero era generalmente pequeño en su encarnación original, a menudo con la pequeña ala doblada a uno o ambos lados, generalmente con plumas de avestruz como adorno e inclinado hacia la derecha. Originalmente, el sombrero era llevado para montar a caballo y viajar.

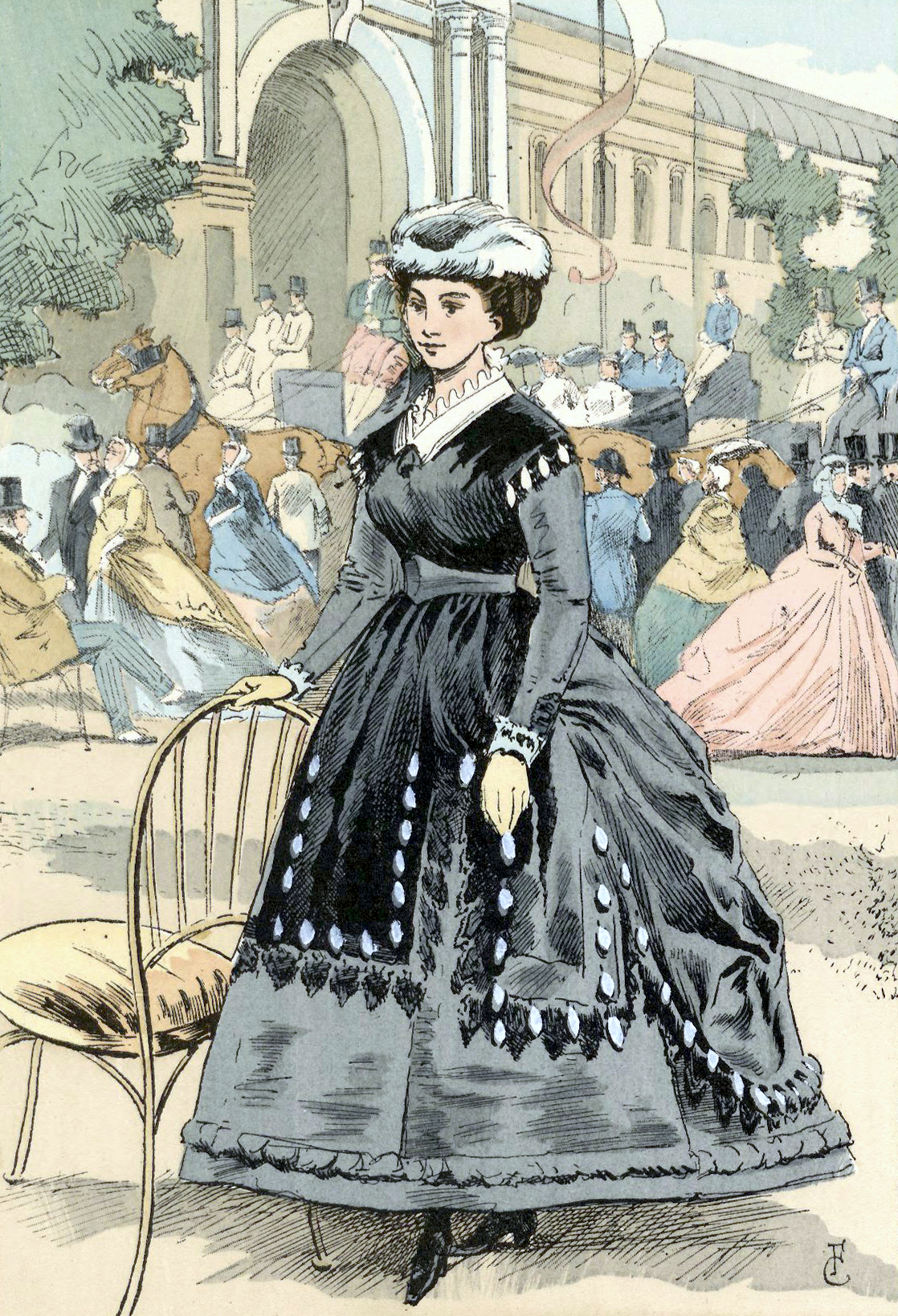
Ilustración de moda francesa de 1866 que muestra un sombrero con el ala hacia arriba propio del estilo Eugenia.

El diseño empezó en París pero también se popularizó en Gran Bretaña. Está descrito en un artículo sobre moda de 1868 en The Guardian reimpreso en la revista de moda francesa Le Follet: " hay también el 'Eugenia' en honor de la Emperatriz, es muy fino, con un borde ancho que se inclina sobre los ojos, adornado con un manojo de plumas blancas, un aigrette de rosas, una orquídea o musgo y flores del campo. El chapeau Eugenie no es muy atractivo para todos los rostros: requiere ser llevado por una dama muy bonita y elegante". Las elecciones de moda de la soberana también aparecían en publicaciones influyentes de Estados Unidos como Godey's Lady's Book por lo que parece probable que imágenes del sombrero circularan entre la audiencia americana. El Museo Metropolitano de Arte incluye un sombrero de paja de 1860 en un estilo similar al sombrero Eugenia.

## Resurgimiento en los años 1930
En 1930, el sombrero resurgió a raíz de un sombrero creado por el diseñador de la MGM Adrian y llevado por Greta Garbo en la película de 1930 Romance. El sombrero se volvió tan popular que se hablaba de él no solo en los Estados Unidos sino también en París y fue incluso cubierto en Time. "El sombrero Eugenia es genial!" declaró un corto de noticias en 1931 en los Estados Unidos, procediendo a mostrar un desfile de mujeres jóvenes luciendo variaciones del diseño. Otro, del mismo año, dijo jocosamente: "La Emperatriz Eugenia golpea el país de costa a costa" y procedió a mostrar un desfile de mujeres algo más mayores, incluyendo tenderos y un caballo. Chicago Tribune declaró que muchas modistas en París estaban considerando una revolución en la moda para combinar los vestidos con los nuevos sombreros de época; se susurraba, dijo la corresponsal de prensa en París Bettina Bedwell, que polisones y miriñaques podrían resurgir.  Por agosto de aquel año, se informó que una nueva época de prosperidad podría estar al alcance de la industria de la confección. "Los fabricantes de sombreros y vestidos femeninos pronosticaron que al menos aliviaría por un tiempo, la depresión económica en sus industrias". Se ha sugerido que, por primera vez en la historia, los diseñadores de moda siguieron los estilos de los sombrereros: "hizo que las mujeres llevaran los sombreros desafiando el estilo de sus vestidos, con el resultado que los couturiers tenían que adaptar el estilo para conjuntar con los sombreros". En Australia, el sombrero fue descrito como " de tamaño sello de correos" porque revelaba la parte posterior y lados del cabello y presentaba adornos de plumas brillantes. Muchas actrices lo lucían, como Peggy Shannon y Lilyan Tashman.

### Crítica

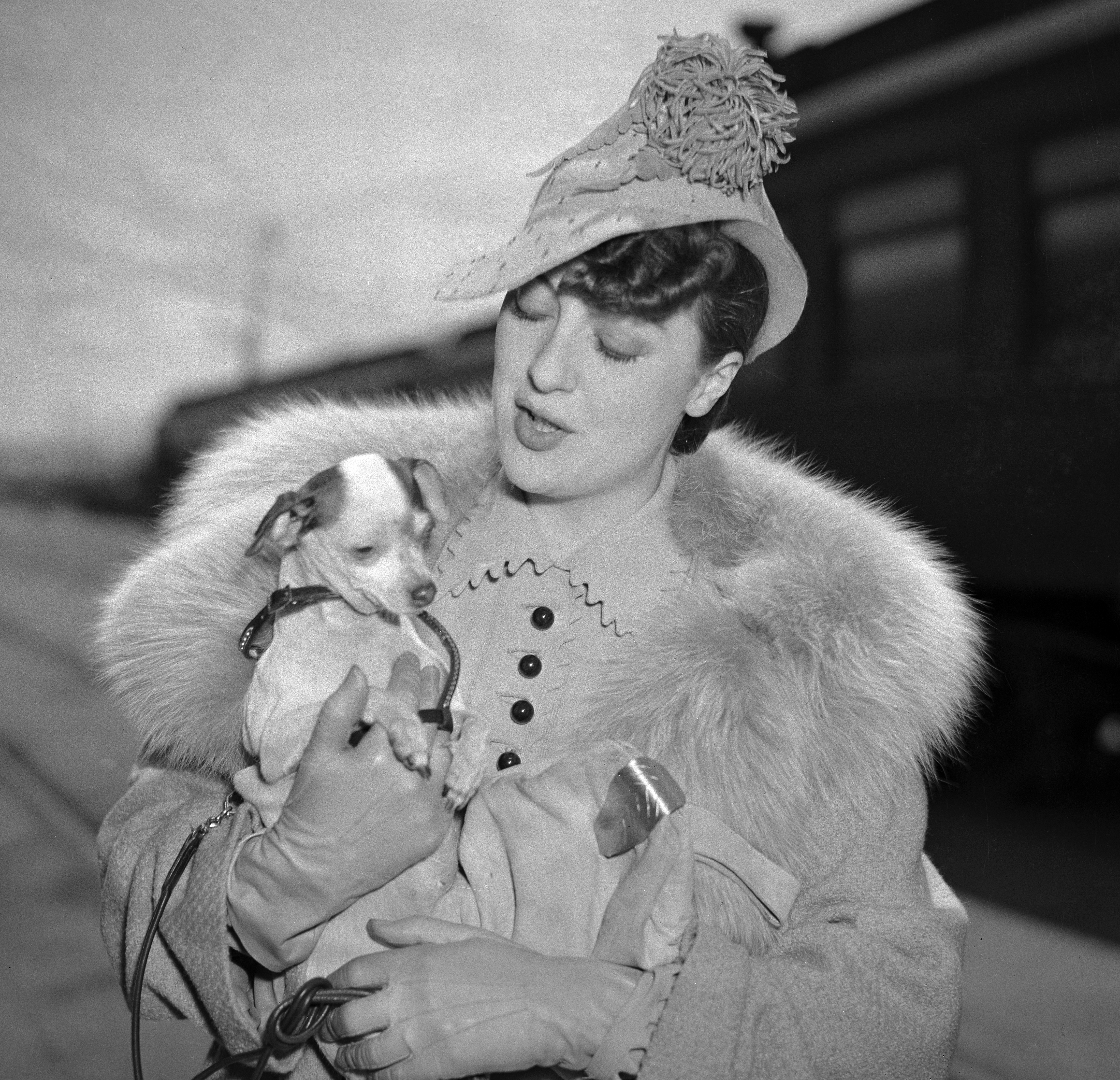
La influencia del 'estilo Eugenia' podrá ser visto durante el resto de la década en la sombrerería femenina. Este modelo de 1937 es portado por Gypsy Rose Lee.

Desde el principio, recibió las críticas de parte de la prensa. Un corresponsal para The Guardian que describe en junio de 1931 la reunión para las carreras Prix de l'Arc de Triomphe en Longchamp dijo que el Eugenia "era lo último en sombreros", pero concluyó que era "horrendo – especialmente cuando es llevado por mujeres con caras muy grandes." Consideraban el sombrero en efecto, poco favorecedor. "Los penachos de avestruz pueden ser seductores, pero si la portadora tiene dos barbillas o tres, se verá atroz en lugar de audaz".
El Urban Daily Courier declaró que el sombrero Eugenia se veía "exagerado" ahora que había tantas copias baratas disponibles en las tiendas a cinco y diez centavos, aunque alabó las versiones más sutiles y cuadradas de los modistos franceses como Jean Patou, con plumas de águila pescadora en lugar de avestruz.
En 1932, The Guardian informó de una tendencia de vestidos inspirados en los impresionistas franceses, añadiendo: "no hay ninguna razón por la que tendrían que verse más ridículos que los sombreros emperatriz Eugenia que cada mujer lleva desde hace unos cuantos meses". En 1933, The Times informó que los sombrereros se estaban inspirando en el siglo XVIII y el Segundo Imperio francés, indicando que Suzanne Talbot lucía estilos similares a los sombreros de equitación de la emperatriz Eugenia mediante adornos de plumas e inclinados a un lado. Una amplia variedad de materiales era utilizada, incluyendo tafetán, paja y grogrén Un año más tarde, el sombrero Eugenia seguía de moda en la sombrerería femenina, pero ahora permitiendo mostrar más cabello: "los sombreros son como un halo o de estilo marinero, pero con considerable planitud. La idea ahora es mostrar el cabello y el sombrero Eugenia, el cual se inclina hacia la nariz, permite mostrar más el cabello de la parte posterior de la cabeza".
A pesar de las predicciones de los periódicos estadounidenses y británicos sobre su pronta desaparición, The Times explicó en una revisión de un libro de 1977 sobre el diseñador Adrian, que su influencia se prolongó sobre el resto de la década con la preeminencia de modelos pequeños inclinados. El modelo apareció en la película de época de 1938 Suez, llevado por Loretta Young (interpretando a la emperatriz Eugenia) en una escena donde aparece sobre un pedestal como: "un correlativo visual para simbolizar su vanidad y sed de poder".